# دي موراي
دي موراي (بالإنجليزية: Dee Murray)‏ هو موسيقي وكاتب أغاني وعازف قيثارة بريطاني، ولد في 3 أبريل 1946 في Gillingham, Kent ‏ في المملكة المتحدة، وتوفي في 15 يناير 1992 في ناشفيل في الولايات المتحدة بسبب سكتة.

## وصلات خارجية
- دي موراي على موقع IMDb (الإنجليزية)
- دي موراي على موقع ميوزك برينز (الإنجليزية)
- دي موراي على موقع أول ميوزيك (الإنجليزية)
- دي موراي على موقع ديسكوغز (الإنجليزية)